# Хунзах
Хунзах — село, адміністративний центр Хунзахського району Дагестана.
Населення — 3,7 тис. Жителів (2002). У селі проживають аварці.

## Етимологія
У науковому світі немає єдиної думки про походження назви села, щодо цього існують різні, часто суперечливі версії:
- Грузинський історик Xl століття Леонті Мровелі пише, що якийсь нащадок пророка Нух по імені Хунзах, який переселився з рівнини "в гірську теснину під напором кочівників, спорудив там місто і дав йому своє ім'я .
- Хунзах кілька разів руйнувався і відновлювався. Тому деякі вважають, що назва Хунзах могло статися від словосполучення «Хун бах'».
- На думку інших назва села могла піти від слова Ханзабах', так як Хунзах був резиденцією аварських ханів.
- Не виключено і те, що Хунзах міг піти від назви місцевості, на якій він виник. Подібних прикладів у Аварії немало.

## Географія
Хунзахське плато розташоване в серці нагорного Дагестану, за 220 км від міста Махачкали. Воно підноситься на 1700—2000 м над рівнем моря і з нього відкривається дивовижний вид на навколишній світ гірських хребтів і вершин. Складено воно міцними породами, почасти твердими вапняками. У нього обривисті в ряді місць прямовисні краї в кілька десятків і навіть сотень метрів. Хунзах є найбільш великим з усіх платоподібних підняттів республіки. Воно має довжину близько 25 км, а ширину 8-10 км. В цілому плато займає 250 км² площі. За будовою рельєфу Хунзахське плато являє собою похилу рівнину. Складену невеликими пагорбами і ярами. Хунзахське плато відносять до Сулакського басейну.

## Історія
Хунзах був столицею Аварського ханства. Узятий російськими військами в 1837 році, в 1843 році перейшов під контроль Шаміля, в 1859 році знову узятий російськими військами. У 1864-69 роках споруджено військове укріплення. У 1864—1928 роках — адміністративний центр Аварського округу.

## Особистості
- Максуд Аліханов-Аварський (1846—1907) — військовий та державний діяч, дипломат, письменник.